# Kampfgeschwader 54
La Kampfgeschwader 54 Totenkopf (KG 54) (54e escadron de bombardiers) est une unité de bombardiers de la Luftwaffe pendant la Seconde Guerre mondiale. 

## Opérations
Le KG 54 a opéré sur des bombardiers Heinkel He 111P et des Junkers Ju 88A. Dans les derniers mois de la guerre, il est converti sur le chasseur à réaction Messerschmitt Me 262A. 

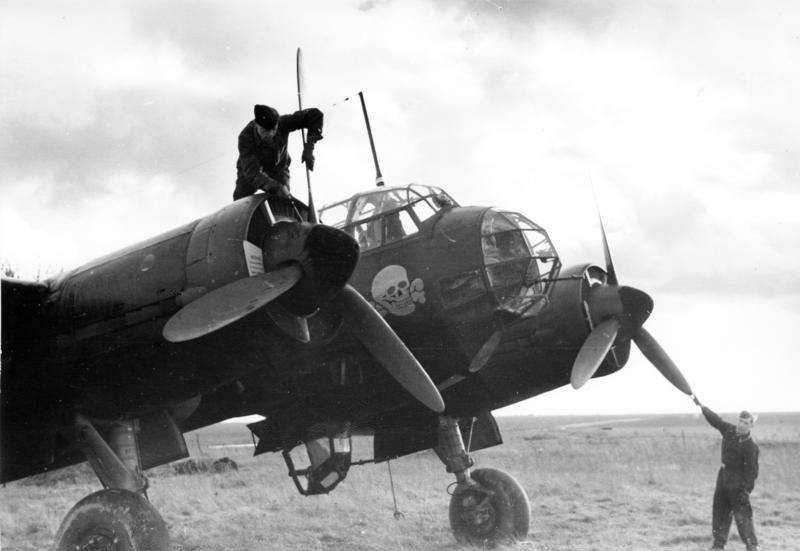
Junkers Ju 88 du Kampfgeschwader 54 (KG 54) en France, novembre 1940

Il a été engagé dans les engagements suivants :
- Campagne de Pologne
- Bataille du Danemark
- Campagne de Norvège
- Bataille des Pays-Bas
- Bataille de Belgique
- Bataille de France
- Bataille d'Angleterre
- Bataille de l'Atlantique
- Front de l'Est

## Organisation

### Stab. Gruppe
Formé le 1er mai 1939 à Fritzlar à partir du Stab/KG 254.

Un Stabs-staffel a existé d'avril 1940 à juillet 1940.

Le 1er octobre 1944, il est renommé Stab/KG(J)54.

Geschwaderkommodore (commandant de l'escadron) :
| Début            | Fin              | Grade        | Nom                                      |
| ---------------- | ---------------- | ------------ | ---------------------------------------- |
| 1er mai 1939     | 19 mai 1940      | Oberst       | Walter Lackner                           |
| 22 juin 1940     | 22 novembre 1941 | Oberleutnant | Otto Höhne                               |
| 23 novembre 1941 | 31 mars 1943     | Oberleutnant | Walter Marienfeld                        |
| 1er avril 1943   | 9 février 1945   | Oberleutnant | Volprecht Riedesel Freiherr zu Eisenbach |
| 27 février 1945  | 8 avril 1945     | Major        | Hansgeorg Bätcher (en)                   |

### I. Gruppe
Formé le 1er mai 1939 à Fritzlar  à partir du I./KG 254 avec :
- Stab I./KG 54 à partir du Stab I./KG254
- 1./KG 54 à partir du 1./KG 254
- 2./KG 54 à partir du 2./KG 254
- 3./KG 54 à partir du 3./KG 254

Le 1er octobre 1944, le I./KG 54 est renommé  I./KG(J)54.
Gruppenkommandeure (commandant de groupe) :
| Début            | Fin              | Grade        | Nom                           |
| ---------------- | ---------------- | ------------ | ----------------------------- |
| 1er mai 1939     | 21 juin 1940     | Major        | Otto Höhne                    |
| 22 juin 1940     | 28 février 1941  | Hauptmann    | Jobst Heinrich von Heydebreck |
| 1er mars 1941    | 19 août 1941     | Hauptmann    | Richard Linke (de)            |
| 20 août 1941     | 10 octobre 1941  | Hauptmann    | Walter Freimann               |
| 11 octobre 1941  | 25 octobre 1941  | Hauptmann    | Hans Widmann                  |
| 26 octobre 1941  | 19 novembre 1942 | Hauptmann    | Georg Graf von Platen         |
| 20 novembre 1942 | 13 avril 1943    | Oberleutnant | Helmut von Raven              |
| 14 avril 1943    | 4 octobre 1943   | Hauptmann    | Gerhard Molkentin             |
| 5 octobre 1943   | 25 mars 1945     | Major        | Otfried Sehrt                 |
| 26 mars 1945     | 8 mai 1945       | Hauptmann    | Hans Baasner (en)             |

### II. Gruppe
Formé en décembre 1939 à Hoya  à partir du II./KG 28 avec : 
- Stab II./KG 54 à partir du Stab II./KG 28
- 4./KG 54 à partir du 4./KG 28
- 5./KG 54 à partir du 5./KG 28
- 6./KG 54 à partir du 6./KG 28

Le II./KG 54 est dissous le 30 avril 1944.

Gruppenkommandeure :
| Début             | Fin               | Grade        | Nom                             |
| ----------------- | ----------------- | ------------ | ------------------------------- |
| Décembre 1939     | 20 juillet 1940   | Oberleutnant | Rudolf Koester                  |
| 20 juillet 1940   | 11 août 1940      | Major        | Kurt Leonhardy                  |
| 12 août 1940      | Août 1940         | Hauptmann    | Karl-Bernhard Schlaeger         |
| Août 1940         | 14 septembre 1940 | Hauptmann    | Hans Widmann (par intérim)      |
| 15 septembre 1940 | 17 novembre 1941  | Major        | Erhart Krafft von Dellmensingen |
| Décembre 1941     | 14 février 1942   | Hauptmann    | Heinz Gehrke                    |
| 1er mars 1942     | 27 septembre 1942 | Hauptmann    | Otto Köhnke                     |
| 1er octobre 1942  | 28 mars 1943      | Major        | Richard Taubert                 |
| 29 mars 1943      | 23 octobre 1943   | Major        | Horst Bressel                   |
| 24 octobre 1943   | 25 avril 1945     | Hauptmann    | Karl Palliardi                  |
| 4 janvier 1945    | 8 mai 1945        | Hauptmann    | Ernst Petzold                   |

### III. Gruppe
Formé le 1er février 1940 à Wiener Neustadt avec :
- Stab III./KG 54 nouvellement créé
- 7./KG 54 nouvellement créé
- 8./KG 54 nouvellement créé
- 9./KG 54 nouvellement créé

Il est dissous en juillet 1940, et est reformé le 1er septembre 1942 à Catane à partir du Kampfgruppe 806 avec : 
- Stab III./KG 54 à partir du Stab/KGr.806
- 7./KG 54 à partir du 1./KGr.806
- 8./KG 54 à partir du 2./KGr.806
- 9./KG 54 à partir du 3./KGr.806

Le 1er octobre 1944, le III./KG 54 est renommé III./KG(J)54.
Gruppenkommandeure :
| Début              | Fin               | Grade     | Nom               |
| ------------------ | ----------------- | --------- | ----------------- |
| 1er février 1940   | 9 juin 1940       | Major     | Adolf Häring      |
| 10 juin 1940       | 19 juillet 1940   | Major     | Kurt Leonhardy    |
| 1er septembre 1942 | 17 septembre 1942 | Major     | Richard Linke     |
| 18 septembre 1942  | 12 octobre 1942   | Major     | Kurt Stein        |
| 15 octobre 1942    | 2 février 1943    | Hauptmann | Franz Ibold       |
| 3 février 1943     | 31 mars 1943      | Hauptmann | Hermann Donandt   |
| 1er avril 1943     | 30 septembre 1944 | Major     | Franz Zauner      |
| 1er octobre 1944   | 8 mai 1945        | Hauptmann | Eduard Brogsitter |

### IV.(Ergänzungsgruppe)
Le Ergänzungsstaffel/KG 54 est formé le 11 juillet 1940 à Lagerlechfeld (près d'Augsbourg). Le 1er octobre 1940, il devient le 10./KG 54. Le Stab IV./KG 54 et le 12./KG 54 sont formés le 1er avril 1941 et le Gruppe est alors complètement formé avec :
- Stab IV./KG 54
- 10./KG 54
- 11./KG 54
- 12./KG 54

Le 20 octobre 1944, le IV.(Ergänzungsgruppe) est renommé II./KG(J)54 avec : 
- Stab IV./KG 54 devient Stab II./KG(J)54
- 10./KG 54 devient 4./KG(J)54
- 11./KG 54 devient 5./KG(J)54
- 12./KG 54 devient 6./KG(J)54

Gruppenkommandeure :
| Début             | Fin               | Grade        | Nom                   |
| ----------------- | ----------------- | ------------ | --------------------- |
| 11 juillet 1940   | 30 novembre 1940  | Oberleutnant | Günther von Boekmann  |
| 1er décembre 1940 | 8 octobre 1941    | Hauptmann    | Hans Widmann          |
| 9 octobre 1941    | 1er décembre 1941 | Hauptmann    | Heinz Gehrke          |
| 2 décembre 1941   | 30 octobre 1942   | Hauptmann    | Heinz Krenkel         |
| 1er novembre 1942 | 31 mars 1943      | Hauptmann    | Franz Zauner          |
| 1er avril 1943    | 19 avril 1943     | Hauptmann    | Georg Graf von Platen |
| 20 avril 1943     | 20 octobre 1944   | Major        | Helmut Stamm          |